# Susan Emmenegger
Susan Emmenegger (* 1967 in Zürich) ist eine Schweizer Rechtswissenschaftlerin.

## Leben
Susan Emmenegger studierte Rechtswissenschaft in Freiburg i. Üe, Bologna und an der Cornell University. 1994–1995 war sie wissenschaftliche Mitarbeiterin am Max-Planck-Institut für ausländisches und internationales Privatrecht und 1996–1997 Auditorin und juristische Sekretärin am Bezirksgericht Zürich, bevor sie 1999 an der Universität Freiburg promoviert wurde.
2002 wurde Emmenegger assoziierte Professorin an der Universität Freiburg, wo sie sich 2004 habilitierte und zur ordentlichen Professorin ernannt wurde. Seit 2005 ist sie ordentliche Professorin für Privatrecht und Bankrecht an der Universität Bern und zugleich Direktorin des dortigen Instituts für Bankrecht. Seit 2014 ist sie zudem Adjunct Professor an der Law School der Cornell University und seit 2021 Mitglied des Verwaltungsrats der Eidgenössischen Finanzmarktaufsicht. 2024 verlieh ihr die Wirtschaftsuniversität Wien die Ehrendoktorwürde.

## Schriften (Auswahl)
- Susan Emmenegger: Bankorganisationsrecht als Koordinationsaufgabe. Stämpfli Verlag, Bern 2004, ISBN 978-3-7278-1213-2.
- Susan Emmenegger: Feministische Kritik des Vertragsrechts. Universitätsverlag Freiburg, Freiburg i. Üe. 1999, ISBN 978-3-7278-1213-2.